# إريكا هوفمان
إريكا هوفمان (بالإنجليزية: Erika Hoffman)‏ هي ممثلة بريطانية، ولدت في 1965.

## وصلات خارجية
- إريكا هوفمان على موقع IMDb (الإنجليزية)
- إريكا هوفمان على موقع قاعدة بيانات الفيلم (الإنجليزية)